# La Vengeance d'une femme (film, 1990)
Pour le film de 2012, voir La Vengeance d'une femme (film, 2012).
Pour plus de détails, voir Fiche technique et Distribution.
La Vengeance d'une femme est un film français réalisé par Jacques Doillon, sorti en 1990. Il est inspiré par le roman de Dostoïevski, L'Éternel Mari.

## Synopsis
Cocue puis veuve à la suite du suicide de son mari, une femme tient sa rivale pour responsable et veut se venger.

## Fiche technique
- Titre français : La Vengeance d'une femme
- Réalisation : Jacques Doillon
- Scénario : Jacques Doillon et Jean-François Goyet
- Photographie : Patrick Blossier
- Pays d'origine :  France
- Genre : drame
- Durée : 133 minutes
- Date de sortie : 1990

## Distribution
- Isabelle Huppert : Cécile
- Béatrice Dalle : Suzy
- Jean-Louis Murat : Stéphane
- Laurence Côte : Laurence
- Sebastian Roché : Le dealer